# Альдобрандини
Альдобрандини (итал. Aldobrandini) — благородное флорентийское семейство, в отличие от других родов того же имени носившее название di Madonna. В княжеское достоинство возведено своим родичем Ипполито Альдобрандини, будущим папой римским Клементом VIII.
Сальвестро Альдобрандини, один из самых выдающихся законоведов своего времени, родился 24 ноября 1499 года во Флоренции и читал римское право в городе Пизе. Изгнанный из Флоренции как один из главных деятелей оппозиции против Медичи 1527—1530, он отправился сначала в Рим, затем в Неаполь, сделался в 1536 году подеста в Фанно, а в 1537 — судьей, вице-легатом и вице-регентом в Болонье. Потеряв надежду вернуться в родной город, он переселился 1538 году в Феррару, откуда был вызван папой Павлом III в Рим и назначен фискальным адвокатом апостолической камеры. Скончался 6 июня 1558 года. Некоторые его юридические сочинения перепечатывались много раз.

Из его пяти сыновей самый старший, Джованни Альдобрандини, умерший в 1573 году, был членом трибунала Роты, епископом Имолы и в 1570 кардиналом. Он тоже известен как юридический писатель наравне со своим братом, Пьетро Альдобрандини, который наследовал своему отцу в должности адвоката апостолической камеры. 

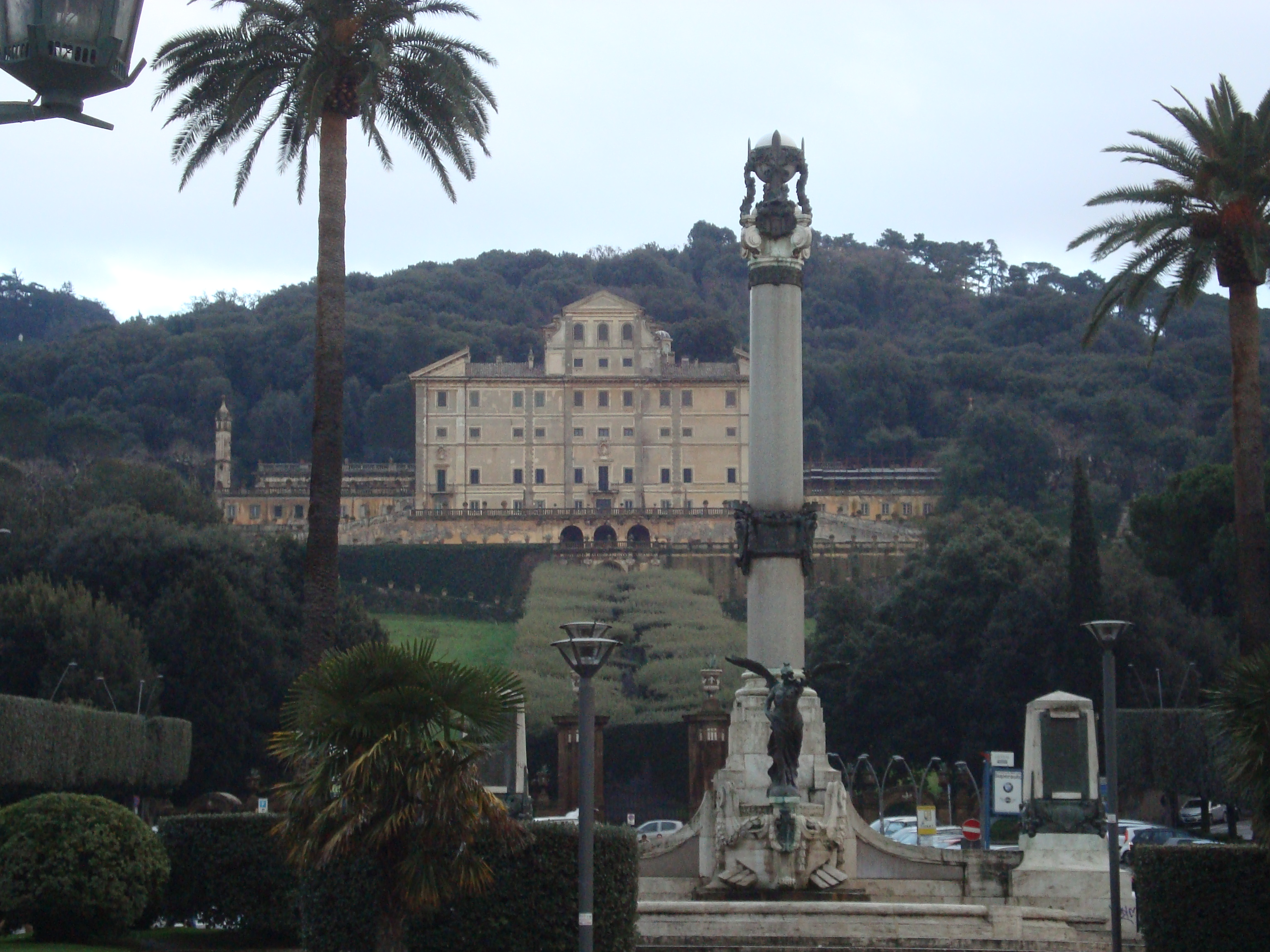
Вилла Альдобрандини начала XVII века — образец раннебарочного загородного дома во Фраскати

Сын последнего Пьетро Альдобрандини, родился в Риме в 1571 году, получил уже на 22-м году жизни, во время понтификатства своего дяди, кардинальскую шапку, был в качестве папского легата посредником при заключении Лионского мира между Францией и Савойей в 1601 году и в царствование своего дяди почти один заведовал всеми государственными делами. При Павле V он получил (1604) архиепископство Равенну и скончался в Риме 10 февраля 1622 года. Он был большим другом и покровителем наук и сам написал сочинение «Apophtegmata de perfecto principe» (Париж, 1600, Франкфурт, 1603). 

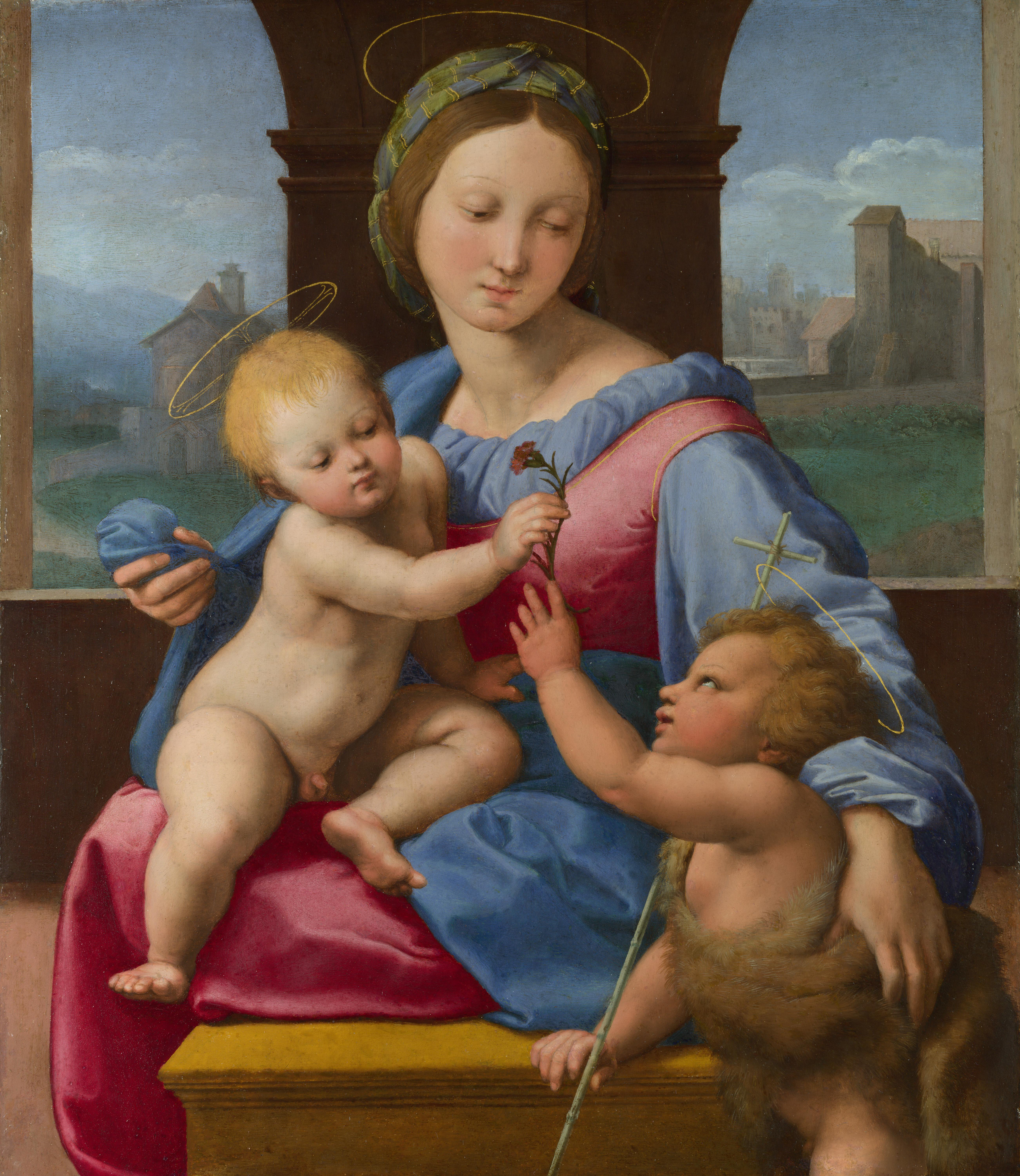
Рафаэль. Мадонна Альдобрандини. Ок. 1509. Национальная галерея, Лондон

Больше всех возвысился Ипполито Альдобрандини, младший сын Сальвестро, известный как папа Климент VIII. Он род. в Фано 1536, занял папский престол 1592 и скончался в 1605 году.
Четвёртый сын Сальвестро, Томмазио Альдобрандини, умерший в молодые годы в должности секретаря при папе Павле V, прославился латинским переводом Диогена Лаэртского, который снабдил примечаниями; перевод издан его племянником Пьетро Альдобрандини вместе с греческим текстом (Рим, 1594).
Племянник его Джованни Франческо Альдобрандини, родился 1546, был пожалован своим дядей Климентом VIII в князья, занимал должность папского генерала, кастеляна при замке святого Ангела и капитана папской гвардии. Два раза был он посылаем в Венгрию на помощь императору против турок (1594 и 1601) и умер во втором походе в Бараздине.
Маргарита Альдобрандини родилась в Каподимонте 29 марта 1588 года. Дочь Джованни Франческо Альдобрандини и Олимпии Альдобрандини, племянников Папы Климента VIII, и была обещана в жены герцогу Рануччо I Фарнезе для установления мира между семьями Альдобрандини и Фарнезе. Стала герцогиней Пармской, а после смерти мужа — регентом герцогства Пармского.
Его старший сын, Сальвестро Альдобрандини, получил кардинальское достоинство на четырнадцатом году жизни. Римская отрасль этого семейства угасла 1681 с Оттавией, дочерью Джованни Джорджио Альдобрандини, князя Россано. Владения их перешли к Боргезе и Памфили, так что вторые сыновья в семействе Боргезе носят с 1769 титул князей Альдобрандини. Флорентийская линия угасла во второй половине XIX века. Художественные сокровища угасшего рода экспонируются в римской галерее Памфили.